# Yorkshire Wensleydale

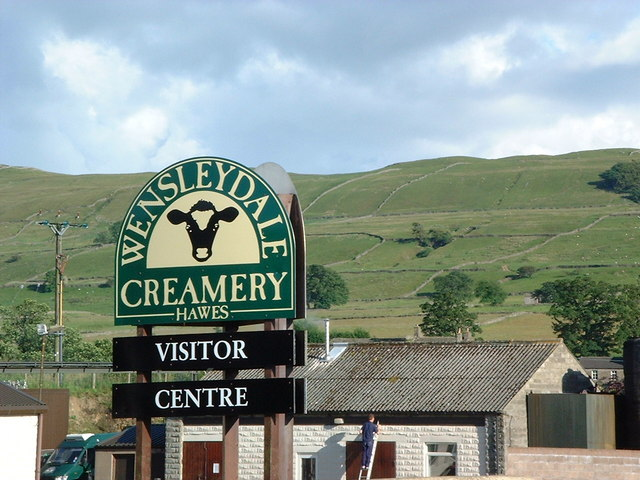
Wensleydale Creamery in Hawes, producent van de Yorkshire Wensleydale

Yorkshire Wensleydale is een Britse kaas, oorspronkelijk afkomstig uit de vallei Wensleydale, een van de Yorkshire Dales in North Yorkshire.

## Kenmerken
De kaas wordt gemaakt van geperste wrongel uit koemelk. Wensleydale wordt gevormd in kaaswielen of cilinders van 500 gram tot 21 kg en in blokvorm van 20 kg. De kaas kan verkocht worden als jonge kaas, na twee weken rijpen, of oude kaas die twaalf maanden is gerijpt. De kaas is wit tot ivoorkleurig en heeft een vaste, korrelige en brokkelige structuur. Hij heeft een zachte, licht zurige smaak en een honingachtige nasmaak.

## Beschermde geografische aanduiding
"Yorkshire Wensleydale" is een streekproduct dat sedert 2013 een beschermde geografische aanduiding is in de Europese Unie. De erkenning is toegekend op 18 december 2013.
Het afgebakende geografische gebied is Wensleydale, met als centrum de marktstad Hawes. De kaasproductie in dat gebied gaat terug tot de elfde of twaalfde eeuw, toen Franse cisterciënzermonniken zich er kwamen vestigen. Aanvankelijk gebeurde dat wellicht met schapenmelk maar na de onteigening van de kloosters in de zestiende eeuw werd koemelk de meest gebruikte melksoort.
De commerciële kaasproductie begon in 1897 en de Yorkshire Wensleydale wordt nog steeds bereid volgens het recept uit die periode. De kaasproductie gebeurt nu door de Wensleydale Creamery op twee locaties: in Hawes en Kirkby Malzeard.
De Creamery stelde in 2009 ongeveer 220 mensen te werk en produceerde meer dan 3300 ton kaas per jaar. De Wensleydale Creamery produceert daarnaast nog diverse andere kaassoorten.

## Wallace & Gromit
Wensleydale is de favoriete kaas van Wallace in de animatiereeks Wallace & Gromit. De Wensleydale Creamery brengt daarom ook "Real Yorkshire Wensleydale" op de markt met een etiket dat Wallace & Gromit afbeeldt.